# Batken (oblast)
De oblast Batken (Kirgizisch: Баткен областы, Batken oblast; Russisch: Баткенская область) is een provincie (oblast) van Kirgizië. De hoofdstad is de gelijknamige plaats Batken (23.200 inwoners op 1/1/2015). De oblast ligt in het uiterste zuidwesten van het land en maakte tot 1999 onderdeel uit van oblast Osh. De oblast is daarmee de nieuwste van de zeven oblasten van Kirgizië en tegelijk ook een van de armste; 69% van de bevolking leeft onder de armoedegrens.
De regio is afgesplitst van de oblast Osh, omdat het gebied deel uitmaakt van de relatief onveilige Vallei van Fergana, die zich ook uitstrekt over Tadzjikistan en Oezbekistan.
In dit gebied trokken met name in 1998 en 1999 grote groepen moslimextremisten, die voor veel onrust in het gebied zorgden. Het infiltreren in dit gebied is relatief eenvoudig, daar de grenzen in dit onherbergzame afgelegen deel van Kirgizië niet erg goed bewaakt zijn. Sindsdien wordt vooral de grens met Tadzjikistan, die gevormd wordt door het Alaigebergte, zwaar bewaakt door militairen.
Onder druk van buitenlandse mogendheden is door president Akajev in 1999 besloten om het gebied zijn eigen regering te geven, om zo meer zicht op het gebied te houden.

## Bestuurlijke indeling
De oblast bestaat uit zes delen: 3 steden en 3 rayons (inwoners op 1/1/2015):
- Batken (stad) (Баткен), de hoofdstad (23.200)
- Kyzylkyja (Кызылкыя), een stad (48.900)
- Sülüktü (Сүлүктү), een stad (22.200)
- Batken (rayon) (Баткен) (80.200)
- Kadamžaj (rayon) (Кадамжай) (176.000)
- Lejlek (rayon) (Лейлек) (130.200)

## Enclaves
Binnen het gebied liggen zeven enclaves die tot Tadzjikistan en Oezbekistan behoren. De grootste enclave is de Oezbeekse enclave Soh. De grootste Tadzjiekse enclave is Voroech. Met de enclave Soh zijn besprekingen gaande over het veranderen van de grens om zo de enclave aan te laten sluiten bij Oezbekistan. Hiertegen is echter veel protest gerezen onder de bevolking.
Deze vreemde situatie is ontstaan door de grote herstructurering van politieke gebieden door Stalin in de jaren 30 van de twintigste eeuw. Deze indeling zorgt voor veel problemen voor de verplaatsing van goederen en personen. Dit wordt nog versterkt door het feit dat er in het gebied op de grens tussen Kirgizië en Oezbekistan veel landmijnen liggen. Ook in het Tadzjiekse grensgebied liggen veel mijnen, waardoor soms ook doden vallen.

## Batken-conflict
In het gebied is de Oezbeekse fundamentalistische wahabitische Islamitische Beweging van Oezbekistan (IMU) actief. Deze organisatie wilde in 1999 dit gebied veroveren, er een aantal basissen opzetten en van daaruit gedeelten van Oezbekistan innemen. De organisatie werd opgezet in Tadzjikistan. Doordat Batken precies tussen deze gebieden in ligt, werd onder meer hiervoor gekozen. Na een 86 dagen durende oorlog in 1999 werd deze poging uiteindelijk verijdeld. Deze oorlog werd in eerste instantie vooral uitgevochten door Oezbeekse en Tadzjiekse troepen, omdat het Kirgizische leger veel te slecht uitgerust was voor het vechten. Er was bijvoorbeeld nog geen luchtmacht. Bij een Oezbeekse luchtaanval die was bedoeld voor een terroristische basis, werd echter een dorp geraakt, waarbij veel slachtoffers vielen. Overigens coördineerde het Kirgizische leger wel deze luchtaanvallen vanaf de grond. Het Kirgizische leger trok later, voorzien van door het buitenland gestuurd legermateriaal, zoals vliegtuigen, alsnog naar de regio. Het Kirgizische leger is om al deze redenen en door buitenlandse druk en hulp van structuur veranderd en meer toegerust voor de strijd in de bergen.
De IMU pleegt echter nog steeds veel terroristische aanslagen en zorgt ook regelmatig voor andere onveilige situaties als gijzelingen en schietpartijen.
Sinds een aantal jaar is er ook een Kirgizische religieuze onafhankelijkheidsbeweging in het gebied actief; de Hizbut-Tahrir. Deze pleit voor het herstel van het islamitisch kalifaat.

## Bevolking
In het gebied wonen voornamelijk Kirgiezen (99%) die Kirgizisch spreken. In de enclaves wordt of Oezbeeks of Tadzjieks gesproken, afhankelijk van de landen waaronder deze vallen.

## Overig
Het gebied heeft een luchthaven bij de stad Batken. Sinds 2000 kent deze plaats ook een universiteit. In 2001 werd in deze stad door Unicef het onafhankelijke radiostation Radio Salam ("Radio vrede") opgezet. Dit verzorgt onder andere objectieve berichtgeving en zendt educatieve programma's voor kinderen uit.
Verspreid over het gebied liggen een aantal historische plaatsen.

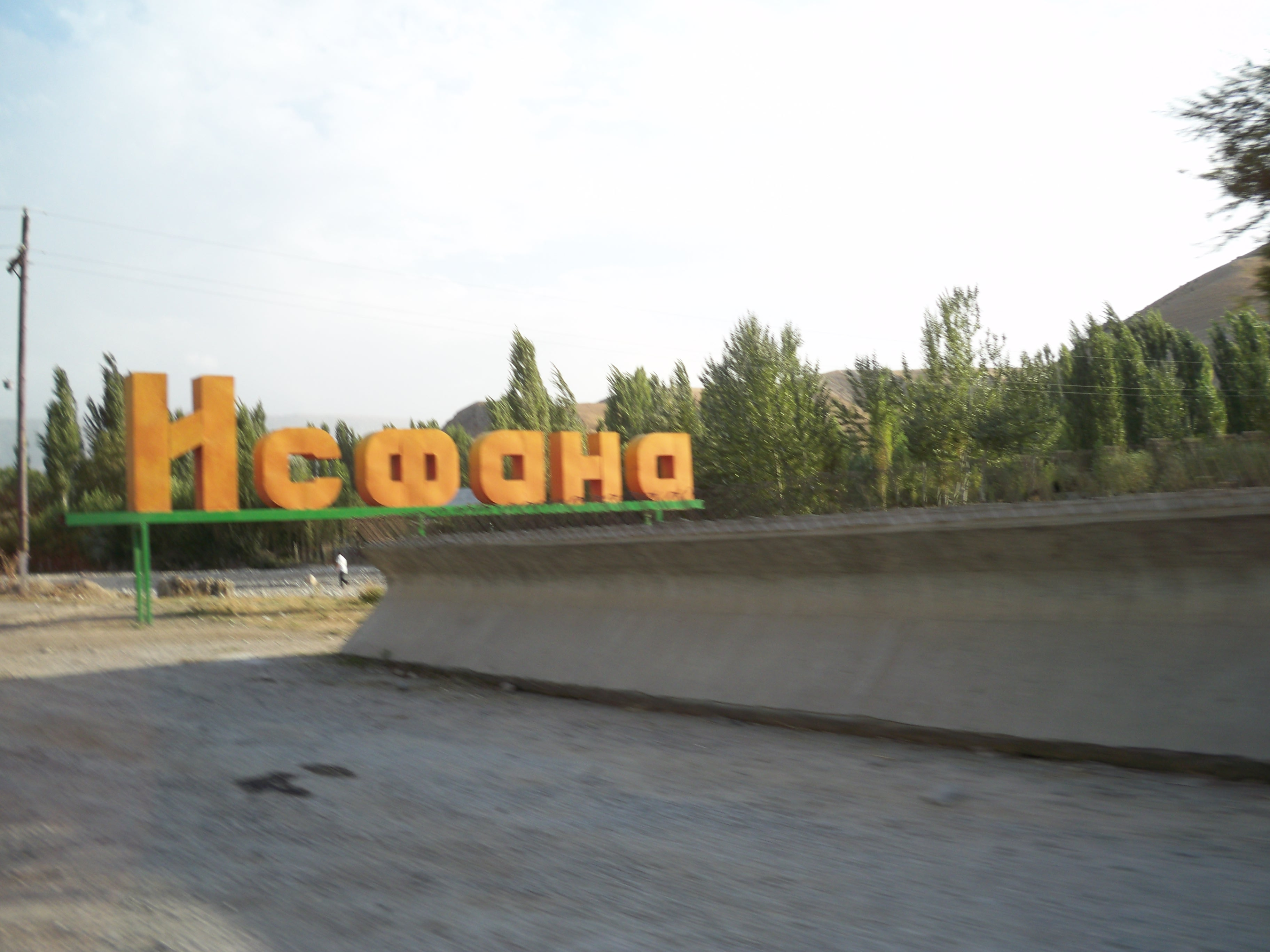
Isfana